# العزاب الثلاثة (فلم)
العزاب الثلاثة فيلم مصري أُنتج عام 1964. هو بطولة حسن يوسف وسعاد حسني.

## قصة الفيلم
أبطال الفيلم هم شريف المحامي ورأفت الملحن المشهور، وسيد الطبيب البيطري. ذهب الثلاثة إلى كازينوالنيل حيث تعرفوا على ثلاث فتيات أخوات سناء و نوال و سعاد. يعجب رأفت بسناء، وشريف بنوال، وسيد بسعاد، وسعد والدهن بخطبتهن وتعاهد العزاب الثلاثة على ترك حياتهم القديمة وقرروا دفنها مع أصدقائهم وصديقاتهم في كباريه المدينة. و لكن علمت الأخوات الثلاثة بماضيهم و غرامياتهم السابقة فتشاجرن معهم، وفسخن الخطبة. أقسم العزاب الثلاثة العيش في شاليه في أبى قير بعيدًا عن الناس وأمروا الحارس بعدم إدخال أي سيدة إلى الشاليه. بينما أخذت الأخوات الثلاث يبكين على ضياغ خطيب كل منهن، وشعرن بتسرعهن وقمن بعمل مكافأة في الجرائد لمن يرشدهن إلى مكانهم. قررت إلهام صديقة الفتيات الثلاث التدخل فذهبت بسيارتها إلى الشاليه وقامت بتخريب الموتور وطلبت النجدة، وأمام جمال هذه الفتاة أسرع الثلاثة شبان لمساعدتها و عرضوا عليها الإقامة عندهم في الشاليه. أثناء إقامتها، أدعت بأنها أعجبت بهم وأعطت لكل منهم موعدًا. وفوجئ كل واحد منهم بوجود صديقيه في المكان المحدد للميعاد، عندها أيقنوا أن إلهام قد خدعتهم، ألقنتهم درسا بأنه لا يمكن الاستغناء عن المرأة في حياتهم. وسافرت إلهام بعد أن قامت بمصالحة كل منهم على خطيبته.

## طاقم التمثيل
- سعاد حسني (الهام)
- عادل مأمون (رأفت)
- حسن يوسف (شريف)
- عبد المنعم إبراهيم (سيد)
- مديحة سالم
- نوال أبو الفتوح

## وصلات خارجية
- العزاب الثلاثة على موقع قاعدة بيانات الأفلام العربية